# Carlos Lopes
Carlos Alberto de Sousa Lopes (* 18. února 1947 Vildemoinhos) je bývalý portugalský atlet, běžec na dlouhé tratě, olympijský vítěz v maratonu na OH v Los Angeles 1984.

## Sportovní kariéra
Poprvé startoval na mezinárodních soutěžích v roce 1971 na mistrovství Evropy v Helsinkách (bez velkého úspěchu) – v běhu na 10 000 metrů doběhl poslední (33.) a v závodě na 3 000 metrů překážek se neprobojoval do finále. Na olympiádě v Mnichově o rok později startoval v bězích na 5 a 10 kilometrů, ale ani v jedné disciplíně nepostoupil do finále.
První výrazný úspěch zaznamenal v roce 1976. Nejprve se stal mistrem světa v přespolním běhu. Na olympijských hrách v Montrealu v červenci téhož roku startoval v závodě na 10 000 metrů. Udával tempo pelotonu běžců a jeho rychlosti stačil pouze pozdější vítěz Lasse Virén. Lopes si doběhl pro stříbrnou medaili.
Na světovém šampionátu v přespolním běhu v roce 1977 skončil druhý za Léonem Schotsem z Belgie. To byl na několik roků jeho poslední výrazný úspěch. Návrat k původní formě se mu podařil v roce 1982. V Oslo vytvořil evropský rekord v běhu na 10 000 metrů časem 27:24,39, na evropském šampionátu v Aténách skončil v této disciplíně čtvrtý. V následující sezóně získal stříbrnou medaili na mistrovství světa v přespolním běhu. V premiéře mistrovství světa na dráze v Helsinkách v roce 1983 doběhl ve finále závodu na 10 000 metrů na šestém místě.
Na start prvního maratonu v kariéře se postavil v závěru roku 1982 v New Yorku. Závod po kolizi s divákem nedokončil a odstoupil na 30. kilometru. Na jaře 1983 při maratonu v Rotterdamu doběhl druhý a vytvořil časem 2.08:39 nový evropský rekord.
V olympijské sezoně 1984 zvítězil na mistrovství světa v přespolním běhu a v závodě družstev získal bronzovou medaili. 2. července 1984 pomohl svému krajanovi Fernando Mamedemu vytvořit nový světový rekord v běhu na 10 000 metrů časem 27:13,81 (Lopes doběhl v závodě druhý). Jeho největším úspěchem se stalo vítězství v maratonu na olympiádě v Los Angeles v roce 1984 Je čas 2.09:21 znamenal až do roku 2008 olympijský rekord. Zároveň se stal prvním portugalským olympijským vítězem. Zvítězil ve svých 37 letech a je dodnes nejstarším olympijským vítězem v běžeckých disciplínách.
V roce 1985 se stal potřetí mistrem světa v přespolním běhu (tentokrát na domácí půdě v Lisabonu). Dne 20. dubna téhož roku vytvořil v Rotterdamu nejlepší světový výkon v maratonu časem 2.07:12. Stal se tak prvním člověkem, který vzdálenost 42 195 metrů uběhl pod 2 hodiny a 8 minut. Ve stejném roce ukončil svoji sportovní kariéru.

## Vyznamenání
- rytíř Řádu prince Jindřicha – Portugalsko, 23. prosince 1977[2]
- důstojník Řádu prince Jindřicha – Portugalsko, 4. července 1984[2]
- velkodůstojník Řádu prince Jindřicha – Portugalsko, 26. října 1984[2]
- velkokříž Řádu prince Jindřicha – Portugalsko, 24. srpna 1985[2]